# Office fédéral de la statistique
 (octobre 2017).
Si vous disposez d'ouvrages ou d'articles de référence ou si vous connaissez des sites web de qualité traitant du thème abordé ici, merci de compléter l'article en donnant les références utiles à sa vérifiabilité et en les liant à la section « Notes et références ».
L'Office fédéral de la statistique est un office fédéral suisse responsable des services de la statistique.
Il est le centre national de compétences et de services de la statistique et fait fonction d’observateur de secteurs clés de l’État et de la société, de l’économie et de l’environnement. Principal producteur de statistiques du pays, l’OFS gère le pool de données de la statistique suisse et fournit des informations dans tous les domaines de la statistique publique.
L’OFS entretient des relations étroites avec le milieu statistique national ainsi qu’avec les milieux scientifiques, économiques et politiques. Il cultive une bonne collaboration avec Eurostat, l’office statistique de l’Union européenne, et peut ainsi proposer également des informations comparables sur le plan international.
Dans son activité statistique, l’OFS garantit le respect des principes essentiels de la statistique que sont la protection des données, le caractère scientifique des méthodes utilisées, l’indépendance des spécialistes, l’actualité des résultats et le caractère de prestation de services.

## Histoire

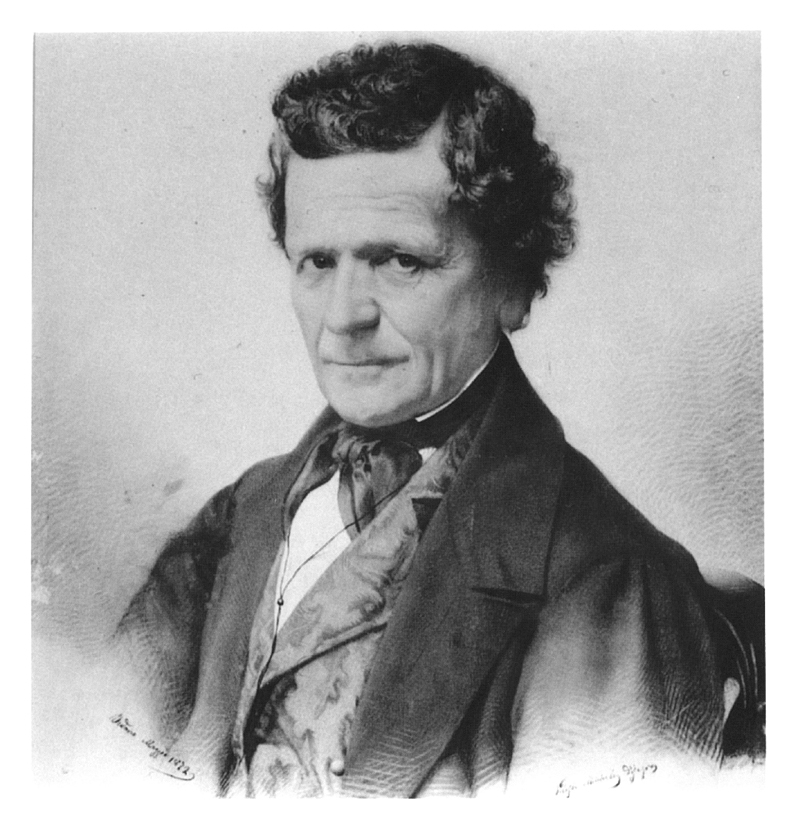
Stefano Franscini, chef du Département de l’intérieur (1848-1857)

Avec la fondation de l’État fédéral suisse, la statistique acquiert de l’importance au niveau national. Elle devient une des tâches du Département fédéral de l’intérieur sous Stefano Franscini, lequel fait effectuer, en 1850, le premier recensement fédéral de la population. 1860 voit la fondation du Bureau fédéral de statistique (l’actuel Office fédéral de la statistique, OFS) à Berne, où il est implanté jusqu’en 1998. À partir de 1998, les différents sites de l’OFS sont réunis sous un même toit à Neuchâtel. La loi qui prévoit l’exécution tous les dix ans d’un recensement de la population est édictée en 1860 également. Dix ans plus tard, le Parlement complète la législation en votant une loi concernant les relevés officiels statistiques en Suisse, dont le contenu se limite aux questions organisationnelles (loi du 23 juillet 1870). Cette loi est remplacée en 1992 par la loi sur la statistique fédérale, qui constitue une base moderne de la statistique suisse. La nouvelle Constitution fédérale de 1999 inclut pour la première fois un article sur la statistique (art. 65). La Charte de la statistique publique de la Suisse est approuvée en 2002. Cette charte vise entre autres à formuler des principes d’éthique professionnelle généraux qui reposent sur des principes internationaux, tout en tenant compte des particularités du système statistique de la Suisse. L’accord entre la Suisse et l’Union européenne relatif à la coopération dans le domaine statistique entre en vigueur en 2007. L’Annuaire statistique de la Suisse paraît pour la première fois en 1891. Il est depuis publié chaque année par l’OFS. L’OFS publie d'importantes informations statistiques en ligne sous forme électronique depuis 1987. Ce service a été étoffé en 1996 et complété par la banque de données STATINF et par le site Web.

## Tâches
L’OFS produit et publie des informations statistiques importantes sur l’état et l’évolution de l’État, de la société, de l’économie et de l’environnement. Il les complète par des analyses transversales, il élabore des scénarios indiquant les évolutions futures et conserve le fonds statistique historique.
Diverses méthodes sont utilisées pour collecter des données : enquête directe, observation plus ou moins automatisée, exploitation de données administratives, relevés exhaustifs et échantillons représentatifs. L’efficacité des systèmes modernes d’information statistique dépend dans une large mesure des méthodes choisies pour relever les données. L’utilisation systématique des informations existantes est privilégiée par rapport à de nouvelles enquêtes directes, et ce pour des raisons juridiques et financières et dans un souci de réduire la charge imposée aux personnes interrogées.
Divers canaux et un large éventail de supports sont utilisés pour diffuser les résultats : tableaux ou indicateurs enrichis de commentaires, de graphiques ou de cartes, documents imprimés ou sous forme électronique, publications standards ou conçues sur demande des utilisateurs.

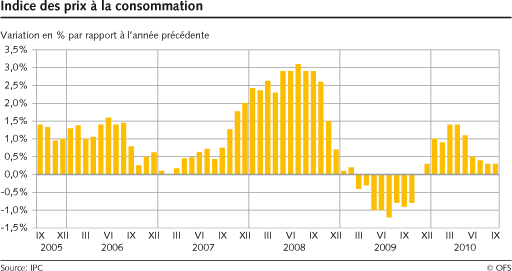
IPC, septembre 2010.

Enquêtes périodiques de l’OFS (sélection) : 
- recensement fédéral de la population (RFP) ;
- recensement des entreprises (RE) ;
- indice suisse des prix à la consommation (IPC) ;
- enquête suisse sur la population active (ESPA) ;
- enquête suisse sur la structure des salaires (ESS).

### Recensements fédéraux de la population
Le premier recensement fédéral de la population a été réalisé en mars 1850 sous la conduite du conseiller fédéral Stefano Franscini. Il a consisté à dénombrer les habitants et à recueillir des informations sur le sexe, l'âge, l'état civil, la profession, le métier et la confession de chaque habitant. Entre 1860 et 2000, un recensement de la population s’est déroulé tous les dix ans au mois de décembre. Ce rythme décennal n'a pas été suivi à deux seules occasions : le recensement a été anticipé de deux ans en 1888 (pour servir de base à la révision de la répartition des arrondissements électoraux) et retardé d'une année en 1941 (en raison de la mobilisation générale de l'armée en mai 1940). Le recensement de l’an 2000 a été le dernier à être réalisé selon la méthode traditionnelle. L’année 2010 sera marquée par un changement fondamental: le recensement de la population réalisé et exploité par l’Office fédéral de la statistique (OFS) prendra un rythme annuel et une nouvelle forme. Afin de décharger la population, l’OFS utilisera en premier lieu les registres des habitants pour collecter les informations, qu'il complétera en procédant à des enquêtes par échantillonnage. À partir de cette année, seule une petite partie de la population (5 % environ) sera interrogée dans le cadre d’interviews écrites ou téléphoniques. Le nouveau recensement de la population aura pour premier jour de référence le 31 décembre 2010.

## Bases légales
La statistique publique suisse a pour base légale la Constitution fédérale, dont la révision totale a été acceptée par le peuple le 18 avril 1999. La Constitution fédérale contient désormais un article réglant le mandat et les compétences de la statistique publique (art. 65) :
1. « La Confédération collecte les données statistiques nécessaires concernant l’état et l’évolution de la population, de l’économie, de la société, de la formation, de la recherche, du territoire et de l’environnement en Suisse.
2. Elle peut légiférer sur l’harmonisation et la tenue des registres officiels afin de rationaliser la collecte. »[3]

Les bases légales de la statistique publique suisse sont réglées en détail notamment dans la loi du 9 octobre 1992 sur la statistique fédérale. Cette loi-cadre énonce les tâches de la statistique fédérale et en décrit l’organisation ; elle précise encore les principes de la collecte des données, de la publication des résultats et de la fourniture d’autres prestations de services. Elle règle en particulier les dispositions relatives à la protection des données. La loi de 1992 innove en un certain nombre de points importants : elle fixe la fonction de coordination de l’OFS en tant que service statistique central de la Confédération et prévoit l’établissement d’un programme pluriannuel de la statistique pour planifier l’ensemble des activités de la statistique suisse, ainsi que l’institution d'une Commission de la statistique fédérale, chargée de conseiller le Conseil fédéral (et réunissant des représentants de la science, de l'économie privée, des partenaires sociaux et des unités administratives de la Confédération, des cantons et des communes).

## Offre d’informations

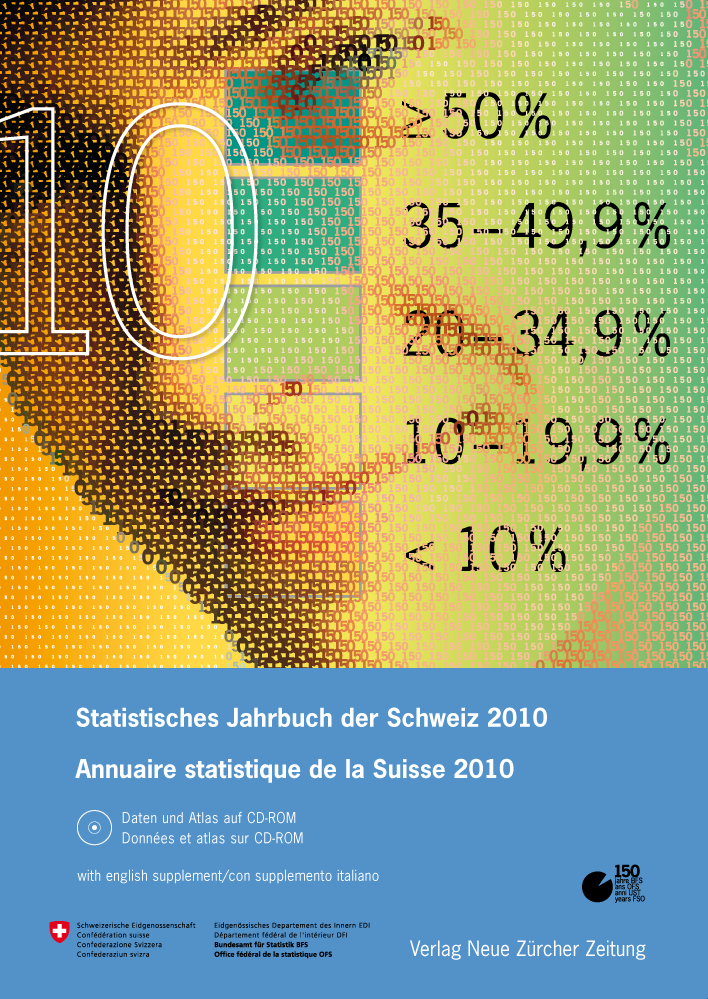
Annuaire statistique 2010.

L’offre d’informations de l’Office fédéral de la statistique comprend les éléments suivants :
- le portail statistique sur Internet ;
- des publications ;
- des exploitations spatiales dans un système d'information géographique (SIG) ;
- une cartographie thématique ;
- un service de renseignements téléphoniques automatique, un fax fonctionnant sur appel 24 h sur 24 (indice suisse des prix à la consommation) ;
- un centre d'information ouvert au public à Neuchâtel (Espace public), doté d'une bibliothèque[5] et d'une offre d’informations électroniques ;
- une offre spécialisée pour l'enseignement scolaire avec des graphiques et des supports didactiques (forum des écoles).

Le portail statistique (www.statistique.admin.ch) permet de publier rapidement des résultats statistiques importants. De nouvelles données y sont diffusées chaque jour. Des liens et des possibilités de téléchargement mènent directement aux contenus. Le portail permet, via le flux RSS, de s'abonner aux informations concernant la mise à jour du portail et de se tenir ainsi au courant des dernières nouveautés concernant les résultats et activités statistiques.
L'Annuaire statistique, qui est publié par l'Office fédéral de la statistique (OFS) depuis 1891, est l'ouvrage de référence de la statistique suisse. Il présente la synthèse des résultats concernant la population, la société, l'État, l'économie et l'environnement. Outre l'annuaire, l'OFS produit de nombreuses autres publications imprimées mensuelles, trimestrielles, semestrielles ou annuelles. L'Encyclopédie statistique de la Suisse propose une collection de fichiers à télécharger : des tableaux, des graphiques, des cartes, des textes ainsi que des publications entières concernant tous les domaines de la statistique. Des offres sous forme d'applications, de banques de données et de collections de fichiers ad hoc sont proposées sur certains thèmes et pour des groupes-cible spécifiques. Elles sont parfois payantes.
L'offre d'informations de la statistique fédérale est regroupée en 21 domaines :     
- Fondements et vues d'ensemble[7]
- Population[8]
- Espace, environnement[9]
- Travail et rémunération[10]
- Économie nationale[11]
- Prix[12]
- Industrie, services[13]
- Agriculture et sylviculture[14]
- Énergie[15]
- Construction, logement[16]
- Tourisme[17]
- Mobilité et transports[18]
- Monnaie, banques, assurances[19]
- Sécurité sociale[20]
- Santé[21]
- Éducation, science[22]
- Culture, médias, société de l’information, sport[23]
- Politique[24]
- Administration et finances publiques[25]
- Criminalité et droit pénal[26]
- Situation économique et sociale de la population[27]
- Développement durable[28].